# 藤岡靜香
藤岡静香（1989年7月27日—）是MOON THE CHILD所屬的日本女性時裝模特兒、女演員。制服界模特兒的存在也出名。

## 简介
- 2005年參加AKB48 審查1次審査通過者[1]。

## 主要活動

### TV
- 鹿男（富士電視台） - 飾演 クラスメート
- フキデモノと妹（朝日電視台）-　飾演 葉月エリカ
- くちコミジョニー（日本電視台） - 飾演 ジョニーガール
- 未来遊園地2（朝日電視台）- 飾演 三浦真由（中高生）
- Around40（TBS）- 飾演 女高生
- ツボ娘 - 第6回 - 2010年5月12日（TBS）

## 書籍
- カワイイ大使が教える!制服コーデ★最強BOOK（ぶんか社、2009年8月、ISBN 978-4821142668）

## 外部連結
- 藤岡静香簡介[永久]
- 藤岡静香 公式部落格 （页面存档备份，存于）
- 藤岡静香部落格